# Kevin A. Lynch
Kevin Andrew Lynch (* 1918 in Chicago, Illinois; † 1984 in Martha’s Vineyard, Massachusetts) war ein US-amerikanischer Stadtplaner, Architekt und Autor.

## Leben
Lynch studierte an der Yale University (1935–1937), bei Frank Lloyd Wright in Taliesin (1937–1939) und am Rensselaer Polytechnic Institute (1939–1940), sowie am Massachusetts Institute of Technology (MIT). 1947 machte er dort seinen Bachelor in Stadtplanung. 
Er arbeitete seit 1948 am MIT, seit 1949 als Assistenzprofessor, seit 1955 als Associate professor und seit 1963 als ordentlicher Professor für Stadtplanung, wobei er unter anderem Michael Southworths Arbeit The Sonic Environment of Cities betreute. 1978 emeritierte er und gründete zusammen mit Stephen Carr eine Firma für Stadtplanung und Design. 1979 wurde er in die American Academy of Arts and Sciences aufgenommen.
Lynch war internationaler Vordenker auf dem Gebiet des Städtebaus und der Stadtplanung. Zu seinen bekanntesten Werken zählen The Image of the City (1960) und Good City Form (1981).

## Einfluss
Mit The Image of the City trug er und E. C. Tolman mit Cognitive Maps in Rats and Men dazu bei, Kognitive Karten in der Sozialgeographie einzuführen.

## Schriften
- Image of the City, 1960; deutsch: Das Bild der Stadt (Übersetzt von Henni Korssakoff-Schröder und Richard Michael). In: Bauwelt Fundamente Band 16. Vieweg, Braunschweig 1968 ff (deutsche Erstausgabe: Ullstein, Berlin / Frankfurt am Main /  Wien 1965), ISBN 978-3-7643-6360-4 (derzeit Birkhäuser, Basel).
- Site Planning, 1971
- What Time is This Place, 1972
- Managing the Sense of a Region, 1976
- Growing Up in Cities, 1977
- Good City Form, 1981